# Demetrio Greco
Pour les articles homonymes, voir Greco.
Demetrio Greco (né le 10 août 1979 à Rende, en Calabre) est un joueur de football italien. Demetrio Greco évolue actuellement à FC Aarau. Son poste de prédilection est gardien.

## Clubs successifs
| Saison  | Club              | Pays   | Palmarès                    |
| ------- | ----------------- | ------ | --------------------------- |
| 2004-04 | FC Messine        | Italie |                             |
| 2004-05 | Giulianova Calcio | Italie |                             |
| 2005-05 | SC YF Juventus    | Suisse |                             |
| 2005-06 | FC Lucerne        | Suisse | Coupe de Suisse (finaliste) |
| 2006-07 | FC Aarau          | Suisse |                             |
| 2007-08 | Libre             | --     |                             |